# Савчук Сергій Вікторович
Сергі́й Ві́кторович Савчу́к (28 січня 1994 — 7 квітня 2022) — український військовослужбовець, учасник російсько-української війни, оборонець «Азовсталі».

## Життєпис
Народився в с. Яворівка — нині в Піщанській селищній громаді Тульчинського району Вінницької області. Навчався в місцевій школі, в початкових класах був відмінником, захоплювався комп'ютерами.
Вищу освіту здобув у Вінницькому національному аграрному університеті, спеціальність — менеджер.
Працював спочатку в торгівлі, згодом — в охороні та лісництві, а відтак свідомо став оборонцем. Пройшов вишкіл у Французькому іноземному легіоні. До складу окремого загону спеціального призначення «Азов» долучився 2019 року. Закінчив Військову школу імені полковника Євгена Коновальця, мав військове звання сержант, згодом — старший сержант. Служив інструктором 2-го відділення інструкторів навчальної роти батальйону вишколу особового складу в/ч 3057 Національної гвардії України.
Як кулеметник брав участь у боях на Світлодарській дузі на Донеччині. Під час боїв у Маріуполі спочатку був командиром групи, потім стрільцем.
На «Азовсталі» 7 квітня 2022 року зазнав поранень, несумісних з життям: куля залетіла під бронеплиту і влучила біля серця. Загинув на руках у бойового побратима Михайла Жаркова (псевдо «Мішаня»). 
Тіло полеглого не знайдено. Немає збігів за експертизами ДНК, немає і могили. Матері Сергія Галині Савчук тричі, з інтервалом у кілька місяців, різні люди повідомляли, як і за яких обставин загинув її син («переправлялись через Кальміус, влучив снаряд»; «…прилетіло в шпиталь і завалило бетонними плитами»; «Сергій був на заводі Ілліча, тримав другий поверх. Сергія поранило. Куля залетіла під бронік, але зафіксували смерть»).
За спогадами рідних людей, Сергій Савчук зі шкільних років займався спортом (паверліфтинг, бокс, боротьба), у студентські роки брав участь у змаганнях, посідав призові місця. Цінував дружбу, був безкорисливим, чуйним, любив тварин, мріяв мати свій дім і сім'ю.
У воїна залишилися батьки й молодший на 10 років брат.

## Нагороди
- Орден «За мужність» III ступеня (2022, посмертно) — за особисту мужність і самовіддані дії, виявлені у захисті державного суверенітету та територіальної цілісності України, вірність військовій присязі[3].

## Вшанування пам'яті
Біографічну статтю про Сергія Савчука вміщено в меморіальному виданні «Янголи Маріуполя» (Вінниця, 2025).